# ТС Гелаксі
«ТС Гелаксі» (англ. TS Galaxy) — південноафриканський футбольний клуб, який базується у населеному пункті Камеєлрів'є. Заснований у 2015 році.